# 趙廞
趙 廞（ちょう きん、? - 301年）は、西晋時代の政治家・武将。字は和叔。本貫は巴西郡安漢県（現在の四川省南充市順慶区）であるが、出身は趙の地（現在の河北省邯鄲市一帯）である。成都において自立政権を樹立し、益州動乱のきっかけを作った。

## 生涯

### 益州に赴任
祖先は元々張魯に付き従っていたが、張魯が曹操の勢力に降伏して中央へ移された事に伴い、彼の祖先もまた家を趙の地に移したという。
趙廞は朝廷に仕官すると、やがて長安県令・天門郡太守・武陵郡太守を歴任し、揚烈将軍にも任じられた。趙王司馬倫からはその才能を高く評価されたという。
武陵郡太守時代には、後に良吏として名を馳せる事になる潘京の才能を見出して抜擢している。
元康6年（296年）、益州刺史・折衝将軍に任じられた。当時、雍州では氐・羌の大規模な反乱が起きており、趙廞は益州府へ命じて牙門馬玄・尹方を救援に向かわせた。併せて成都の米を軍糧として徴発し、鹿車で雍州へ送り届けた。
元康8年（298年）、正式に州府である成都太城へ赴任した。

### 反乱を目論む
永康元年（300年）11月、朝廷からの詔により、趙廞は洛陽へ召還されて大長秋に昇進となり、新たに成都内史耿滕が益州刺史に任じられる事が告げられた。
当時、洛陽朝廷では政変が起こっており、専横を極めていた賈南風とその一派が誅殺され、趙王司馬倫が政権を掌握していた。趙廞は彼女とは姻戚関係にあり、かねてよりその後ろ盾を侍みとしていたので、今回の朝廷からの召還命令が自分を誅殺する為の口実なのではないかと勘繰り、大いに動揺した。かつて趙廞は占いによって『星黄者王』という予言を得ており、この時の趙の星は黄色く輝いていた。その上、度重なる政変と各地方の混乱により晋朝は衰退していた事もあり、遂に彼は「蜀土は四方を塞がれている。自らを安んじる事が出来よう」と考え、密かに蜀の地の占有を目論むようになった。また当時、前述した氐・羌の反乱などにより雍州・秦州から多数の流民が益州へ避難してきており、趙廞はかつて劉氏がこの地に割拠したことに倣い、ありったけの官庫の食糧を流民達へ振舞って人心掌握に努めた。これらの流民を束ねていた李特・李庠らの兄弟は武勇に優れており、配下の者は巴西の出身で趙廞とは同じ出自であった為、趙廞は彼らを厚遇して自らの爪牙とした。だが、流民達は趙廞の庇護を恃みとして益州で強盗・略奪を為すようになったので、蜀の民はこれを患ったという。
耿滕はこの状況を憂えて、何度か密かに上表し「流民には剛強・剽悍な者が多く、蜀人は怯懦・軟弱です。これでは主人と客人の立場が逆転してしまい、必ずや災いを引き起こします。流民達を元の土地へ戻らせるべきです。もしも彼らを険阻な蜀の地に留め続けるならば、恐らく秦州・雍州の災禍は梁州・益州に転移してしまいます」と訴えた。また「（益州の）倉庫は枯渇してしまっており、万一の事態に応じる事が出来ません。必ずや聖朝にとって西顧の憂いとなりましょう」とも訴えた。これらの上表が趙廞の耳に入ると、彼は耿滕を深く憎んだという。

### 耿滕・陳総を殺害
正式な詔が益州に届くと、文武の官吏千人余りが少城にいる耿滕を出迎え、耿滕は彼らを伴って太城へ向かった。当時、成都郡の政治は少城で、益州の政治は太城でそれぞれ執り行われていたが、趙廞は太城から立ち退こうとしなかった。さらには密かに李庠の党類である羅安・王利らを差し向け、耿滕を脅して太城に向かわせないようにした。羅安らは広漢郡の宣化亭において耿滕を大いに破った。この時、朝廷からの詔を伝えに来ていた使者を殺害したともいう。
それでも耿滕は太城へ入る意思を崩さなかったので、功曹陳恂は「今、益州と成都との溝は日々深まっており、入城すれば必ずや禍が起こります。今暫くは少城に留まり、情勢を良く見極めるべきです。そして、諸県へ秦氐（流民達）と対抗するよう檄文を飛ばし、西夷校尉陳総が成都へ到着するのを待つべきです。それでなければ、犍為まで退き、江源を渡って不測の事態に対処できるようにするべきです」と進言したが、耿滕はこれに従わなかった。
12月、耿滕が西門より入城すると、趙廞は側近である代茂に耿滕の捕縛を命じたが、代茂はこれに反対して彼の下を去ってしまった。その為、趙廞は再び李庠を始め配下の将を派遣して耿滕を攻撃させ、これを撃ち破った。敗亡を悟った耿滕は少城より身を投げたという。耿滕の官吏である左雄は、耿滕の子である耿奇を背負って平民の宋寧が所有する蔵へ逃げ込んだ。趙廞は千金の懸賞をかけて耿奇の身柄を求めたが、宋寧は隠し続けた。趙廞はその後も捜索を続けたものの、遂に最期まで見つける事が出来なかった。耿滕の死により、配下の官吏はみな逃走してしまったが、陳恂だけは後ろ手に縛られた格好で趙廞の下へ出向し、耿滕の喪を執り行う事を願い出た。趙廞はこれを義として許した。陳恂は戸曹掾常敞と共に棺を伴って耿滕の家へ赴き、葬儀を執り行った。
さらに趙廞は成都へ向かっていた西夷校尉陳総を逆撃する為に李庠らを派遣した。陳総は江陽まで軍を進めた時、趙廞の反乱を知った。主簿趙模は「今、州と郡は対立し合っており、必ずや大きな変事を引き起こすでしょう。ここは急いで行軍するべきです。府の兵力をもって、道理に従い逆賊を討つのです。そうすれば誰が（趙廞に）呼応しましょうか！」と進言したが、陳総は行軍せずに南安の魚涪津に軍を留めた。やがて趙廞軍が到来すると、趙模は陳総へ「金銀財宝を惜しまず募兵を行い、防戦に当たるべきです。もし勝利を得られれば州を平定することが出来、もし敗北しても川の流れを利用して退却すれば、害が及ぶことはありません」と献策したが、陳総は「趙益州（趙廞）は耿侯（耿滕）と対立していたから殺したのだ。我とは何の因縁もないのに、なぜそのような事を為す必要があるのか」と反論した。趙模はなおも「今、既に州は決起しており、必ずや威勢を示そうと考えております。戦わなければ殺されるだけです」と涙を流して諫言したが、陳総は取り合わなかった。結局、陳総軍は趙廞軍の攻撃を受けて壊滅し、陳総は草むらを逃走した。趙模は陳総の服を着て敵陣に突っ込んで戦死したが、趙廞の兵がその死体をよく見ると陳総ではないと気づき、更に陳総を探し求め、見つけだして殺した。
また同時期、趙廞と対抗する犍為郡太守李苾・汶山郡太守霍固へも討伐軍を派遣し、これを滅ぼした。

### 太平王朝を建立
その後、趙廞は大都督・大将軍・益州牧を自称し、明確に自立を標榜した。武陽県令杜淑・別駕張粲・別駕張亀・西夷司馬龔尼・江原県令費遠らを左右の長史・司馬・参軍に、臨邛県令許弇を牙門将に据えた。また広漢郡太守張微・汶山郡太守楊邠・成都県令費立を軍祭酒に任じた。諸王の官吏も招聘したものの、従う者はいなかった。その他の役人も独断で配置し、郡太守や県令を入れ換え、太平元年と改元した。
流民の頭首である李庠らもまた配下の李含・任回・上官惇・上官晶・李攀・費佗と氐族の苻成・隗伯・董勝らを始め4千騎を伴って趙廞に従った。趙廞は李庠を犍為郡太守から威寇将軍に移し、陽泉亭侯に封じ、自らの腹心とした。李庠は趙廞へ漢の国号を称するよう勧めたという。

### 李庠誅殺
趙廞は朝廷が討伐軍を興す事を恐れており、秦州六郡の流民から1万人余りの勇士を集めると、李庠に彼らを統率させて北道（関中から蜀に南下する道）を遮断させた。
永康2年（301年）1月、趙廞は李庠が勇猛で良く人心を得ており、また彼の陣営がよく整っていたことから、次第にその動向を警戒するようになった。また彼の部下は勝手気ままで趙廞の命に従わない事があり、これを疎ましく思うようになったが、口には出さなかった。長史の杜淑と張粲は趙廞へ「将軍（趙廞）は兵を起こしてまだ間もないというのに、李庠に強兵を与えて外に配備させております。しかも、彼は我らと同族ではなく、その内には必ず異心があります。あの軍勢が我らに牙を向ける前に、速やかにこれを対処するべきです」と述べた。趙廞は顔を険しくして「卿らの言葉こそ我の意である。『予を起こすものは商なり』とは正にこのことであるな。これは天が卿らを使って我が事業を成就させようということだろう」と述べた。
その後、李庠が趙廞の陣営にやって来て面会を請うと、趙廞は大いに喜んで引見した。李庠は趙廞の意を探ろうとして、再拝して進み出て「今や中国は大いに乱れており、国家の法は無いに等しく、晋室はもはや復興しないでしょう。明公（趙廞）におきましては、道は天下に従っており、徳は天下を覆っております。殷の湯王・周の武王の事業が今ここにあるのです。天の時に応じ、人の心に従い、民を塗炭の苦しみから救うならば、民心は帰結し、蜀だけでなく天下を平定する事も可能となるでしょう」と述べた。趙廞は怒り「これが人臣の言うべきことであろうか」と言い、杜淑らに命じてこの罪を議論させた。杜淑らは「大逆無道である」と断じ、李庠を始め、その子や甥の李弘など宗族10人余りを処刑した。

### 敗亡
同時期、牙門将許弇は巴東監軍の職を求めたが、杜淑・張粲らはこれに固く反対して認めなかった。許弇は怒り、趙廞の陣営に入ると、杜淑と張粲を自ら斬り殺した。杜淑・張粲の側近がこれを察知すると、許弇を殺害した。彼ら三人は皆、趙廞の腹心であった為、この一件でその勢力は大きく衰えた。
この時、李特と李流は兵を率いて北道封鎖を続けていたが、趙廞は李特らが反乱を起こすことを恐れ、使者を派遣して「李庠は人臣として言ってはならないことを口にした為に死罪となった。だが、この罪は兄弟には及ばない」と諭させた。また、李庠の屍を李特の下へ返還し、李特と李流を督将に任じ、彼らとその配下を慰撫した。だが、李特らは趙廞を甚だ怨み、その日の夜に兵を率いて綿竹へ帰った。趙廞はかつて陰平県令であった張衡らを李特の下へ派遣して怒りを鎮めようとしたが、みな李特に殺された。
その為、趙廞は蜀郡太守李苾・督護常俊らに1万人余りの兵を与え、北道の封鎖を継続させ、長史費遠が後続となった。前鋒軍は綿竹の石亭に拠点を築いた。
李特らは密かに7千人余りの兵を集め、費遠の陣営を夜襲した。費遠らの軍は大敗を喫し、放火により陣営は焼き払われ、八・九割が戦死した。李特はそのまま成都を目指して進撃した。趙廞はこれを聞くと、恐れるばかりで為す術を知らなかった。中郎常美・費遠・李苾・張微らは夜の間に関を突破して逃亡し、文武百官は離散した。趙廞もまた城を放棄して妻子と共に小船に乗って広都まで逃走を図ったが、従者の朱竺に殺害された。

## 人物
簡約を尊んではいたが、その性格は度を超えて奢侈であったという。

## 子
長男は趙昺といった。趙廞が謀反を起こした際には洛陽に仕えていた為、誅殺されたという。他にも子がいたが、名は伝わっていない。